# Avon Wilderness Park
Der Avon Wilderness Park stellt ein nahezu unentwickeltes und unberührtes Gebiet im Süden der Australischen Alpen in Victoria dar. Es handelt sich um einen der elf Alpine National Parks und Reservate, die in der Australian National Heritage List aufgenommen wurden. 
Der 39.650 ha große Park ist seit 1987 geschützt und in ihm wachsen Rieseneukalyptus and subalpine Wälder. In dem Park gibt es keine Wander- oder Fahrwege und keine Unterkunftsmöglichkeiten. Personen, die den Park betreten, müssen gut ausgerüstet und vorbereitet sein. Wandern ist möglich und die Zuwegung zum Park erfolgt über Licola. Ferner können Fische gefangen und Skifahren betrieben sowie Kanufahrten unternommen werden. Wegen seiner entfernten und schwer zugänglichen Lage wird der Park für Abenteuerwanderungen, Felskletterei und Naturerlebnisse genutzt. Im Sommer ist es sehr heiß und trocken, im Winter fällt in den höheren Lagen Schnee.
Wandern ist nach Karte auf dem Razorback und Purgatory Spurs und entlang der Haupttäler des Avon River und Turton River, ferner kann am Ende des Wellington Plateau kann geklettert werden.
Dieser Park wird neben dem Big Desert Wilderness Park und Wabba Wilderness Park von der Parks Victoria verwaltet.
Nahe am Avon Wilderness Park liegen die Grant Historic Area, die Howqua Hills Historic Area und der Mount-Buffalo-Nationalpark.
Am 7. November 2008 wurde der Park in Australian National Heritage List aufgenommen.
Die Aborigines der Gunai betrachten das Gebiet des Avon Wilderness Parks als ihr traditionelles Land.